# Thecagaster pekinensis
Thecagaster pekinensis – gatunek ważki z rodziny szklarnikowatych (Cordulegastridae). Występuje w Chinach; stwierdzony w Pekinie, Tiencinie i Syczuanie. Został opisany w 1886 roku pod nazwą Cordulegaster pekinensis w oparciu o okaz samca odłowiony w Pekinie.